# Óscar Samir García
Óscar Samir García (Tegucigalpa, Honduras; 10 de enero de 1980) es un exfutbolista hondureño, que desempeñaba como lateral derecho.

## Trayectoria
Comenzó su carrera en 2006 con el Motagua, club con el cual logró apoderarse de la lateral derecha por varios torneos seguidos. Le tocó enfrentar a su hermano, Yobani Ávila, en reiteradas ocasiones.
En el club azul fue compañero de jugadores de la talla de Emilio Izaguirre, Víctor Bernárdez, Osman Chávez, Amado Guevara y Jocimar Nascimento, entre otros. 
Le anotó un gol al Saprissa en la final de ida de la Copa Interclubes UNCAF 2007, en la cual el cuadro azul se coronó campeón. También disputó la Copa Sudamericana 2008 y se consagró campeón de la Liga Nacional de Honduras en el Apertura 2006.
De cara al Clausura 2009, fue cedido en calidad de préstamo al Real Juventud. A los seis meses, retornó a Motagua. A inicios de 2011, su pase lo adquirió el Necaxa. En ese club se mantuvo hasta mediados de 2012, cuando pasó por seis meses al Deportes Savio. Su último torneo lo jugó en 2013 con el Atlético Choloma. Tras su retiro, jugó para el refundado Miami Fusion en 2015.

## Clubes
| Club                   | País           | Año       |
| ---------------------- | -------------- | --------- |
| Motagua                | Honduras       | 2006-2008 |
| Real Juventud (cedido) | Honduras       | 2009      |
| Motagua                | Honduras       | 2009-2010 |
| Necaxa                 | Honduras       | 2011-2012 |
| Deportes Savio         | Honduras       | 2012      |
| Atlético Choloma       | Honduras       | 2013      |
| Miami Fusion           | Estados Unidos | 2015      |

## Palmarés

### Campeonatos nacionales
| Título          | Club    | País     | Año  |
| --------------- | ------- | -------- | ---- |
| Torneo Apertura | Motagua | Honduras | 2006 |

### Campeonatos internacionales
| Título           | Club    | País     | Año  |
| ---------------- | ------- | -------- | ---- |
| Copa Interclubes | Motagua | Honduras | 2007 |